# Symphimus mayae
Symphimus mayae (юкатанська білогуба змія) — вид змій родини полозових (Colubridae). Мешкає на півострові Юкатан.

## Поширення і екологія
Юкатанські білогубі змії мешкають в мексиканських штатах Юкатан, Кампече і Кінтана-Роо, а також на півночі Белізу і, можливо, Гватемали. Вони живуть в сухих тропічних лісах. Живляться кониками.